# Tía Vicenta
Tía Vicenta, va ser una revista satírica d'actualitat publicada a l'Argentina entre el 1957 i el 1966.

## Història
La revista va tenir tres èpoques ven diferenciades:

### Primera època: Tía Vicenta (1957-1966)
El caricaturista Juan Carlos Colombres ("Landrú") juntament amb el seu company il·lustrador Oski va fundar la revista el 1957.
El setmanari d'actualitat va guanyar fama ràpidament pel seu contingut satíric, en particular pel referent a la política argentina, la seva tirada inicial va ser de 50.000 exemplars que es varen duplicar en molt poc temps.
Un dels seus temes recurrent va ser la proscripció del peronisme, que va ser referit de manera freqüent en les seves editorials, violant el Decret Llei 4161/56 (aquest decret, signat pel president Pedro Aramburu el 1956, prohibia tot esment o referència al líder Juan Domingo Perón, llavors al exili, o al peronisme).
Una altra controvèrsia política de la cobertura de Tia Vicenta  va ser la disputa entre el president Arturo Frondizi i el vicepresident Alejandro Gómez sobre la decisió del primer, que el 1958 obrí l'explotació petroliera a empreses estrangeres (que va constituir un canvi respecte de les seves posicions prèvies). El vicepresident no s'havia oposat públicament, però les portades de Tia Vicenta  van presentar durant diverses setmanes una foto de Gómez en una cantonada amb un epígraf que preguntava ¿A mi per què em miren?. Gómez va ser forçat a renunciar pel president al novembre d'aquell any, tot just 6 mesos després de la seva assumpció.
Tia Vicenta  també es va distribuir com a suplement d'un diari de gran circulació:El Mundo, a partir del 1960, i el seu tiratge va arribar als 500.000 exemplars.
Landrú va utilitzar l'humor surrealista per satiritzar tant als polítics com als temes d'actualitat. Es va prendre també llicències artístiques a les portades de la revista, on es mostraven les seves caricatures (dibuixades en estil naïf), el disseny canviava sovint: per parodiar la recessió del 1966, per exemple, va canviar el nom de la revista a  carestia Vicenta .
Els seus irreverents retrats del general Juan Carlos Onganía, qui va prendre el poder al cop d'Estat de 1966, caracteritzant-lo com una morsa (un sobrenom amb el qual els seus camarades militars es referien a Onganía pels seus grans bigotis) es va determinar el tancament de Tia Vicenta  per un edicte governamental de juliol d'aquell any.

### Segona època: Tio Landrú (1967-1969)
La revista va tornar amb una versió menys reeixida com Tío Landrú  del 1967 al 1969.

### Tercera època: Tía Vicenta (1977-1979)
Retorn al nom original, del 1977 al 1979.

## Llegat i influència
Nombrosos il·lustradors argentins de renom van començar la seva carrera a Tia Vicenta , incloent-hi a Quino, Caloi, Faruk i Copi. Altres col·laboradors notables van ser Conrado Nalé Roxlo, Hermenegildo Sábat i María Elena Walsh, així com el seu cofundador Oski.
Landrú va continuar il·lustrant editorials en nombroses publicacions a les dècades següents, sobretot al diariClarín.
Edgardo Russo va escriure una història del setmanari anomenada  Història de Tia Vicenta, publicada per Espasa-Calpe in 1994.